# František Kellner
František Kellner, křtěný František Serafinský (3. listopadu 1859 Velké Přílepy - 27. listopadu 1922 Praha), byl český kovorytec a knihovník v uměleckoprůmyslovém muzeu.

## Život
Narodil se ve Velkých Přílepech do rodiny kováře Josefa Kellnera a jeho ženy Ludmily rodem Suché z Řeporyj. Jeho rodiče se brzy po narození jeho mladšího bratra přestěhovali do Prahy. Zde se patrně František vyučil kovorytcem.
Krátce před rokem 1887 byl zaměstnán v tehdejší pražské univerzitní knihovně. Poté získal místo v knihovně pražského Uměleckoprůmyslového muzea, kde pracoval 35 let a vypracoval se až na vrchního knihovního oficiála. V roce 1892 se oženil s Františkou Schönfeldovou.
V roce 1904 František Kellner ovdověl a v následujících letech 1905 až 1907 přednášel ve vyučovacích kurzech spolku Typografia o vývoji ornamentu a o slozích. Upravenou verzi přednášek o ornamentu pak otiskl časopis Typografia a v letech 1908 a 1909 ji vydal v malém nákladu sám Kellner. V roce 1913 byl časopisem Český svět nazván vševědem. Byl totiž doslova živým katalogem, takže se uživatelé knihovny nemuseli zdržovat hledáním v papírovém katalogu a obraceli se přímo na něho. Využívání muzejní knihovny propagoval rovněž v odborném tisku. V listopadu roku 1917 se podruhé oženil s Annou Doležalovou. Poslední větší práce o muzeu a o katalozích knihoven vyšla z pera Kellnera v roce, kdy opustil pozemský svět, a to v Ročence československých knihtiskařů 1922, str. 73-81. Později onemocněl rakovinou jícnu, což se nepodařilo vyléčit, takže 27. (nebo 28. dle jiných zdrojů) července 1922 zemřel.
František Kellner sestavoval specializované seznamy knih, které pak vycházely v Almanachu příslušných grafických oborů.